# Emile Zuckerkandl
Emile Zuckerkandl (4 de julho de 1922) é um biólogo americano/austríaco, considerado como um dos fundadores do campo da evolução molecular. É mais conhecido por ter introduzido, junto com Linus Pauling, o conceito de relógio molecular, que preparou o palco para a teoria neutralista da evolução.